# ماشي (تشابهار)
ماشي (بالفارسية: ماشی) هي قرية تقع في البلدة المركزية في إيران. يقدر عدد سكانها بـ 173 نسمة بحسب إحصاء 2016.